# Джегута
Джегута — аул в Усть-Джегутинском районе Карачаево-Черкесии. 
Входит в состав муниципального образования Джегутинское сельское поселение.
| 2002 | 2010  | 2021  |
| ---- | ----- | ----- |
| 1190 | ↗1242 | ↗1265 |